# Православна црква Молдавије
Православна црква Молдавије (ПЦМ; молд. Biserica Ortodoxă din Moldova, BOM; рус. Православная церковь Молдовы, ПЦМ) је самоуправна црква под јурисдикцијом Руске православне цркве.
Назива се још и Молдавска православна црква (МПЦ), Молдавска митрополија или Молдавско-кишињевска митрополија.

## Историја
Године 1813. на подручју руске Бесарабије је основана Кишињевска епархија у саставу Руске православне цркве. Вијек касније, након што је Румунија окупирала Бесарабију (1918) епархија је неканонски укључена у састав Румунске православне цркве као Бесарабијска митрополија.
Од 1944. Кишињевска епархија је поново у саставу Московског патријархата. Православној цркви Молдавије је одлуком Светог синода (2. октобар 1992) и патријарашким томосом Алексија Другог (2. децембар 1994) дарована самоуправа. Уставом Руске православне цркве призната је као самоуправна црква.

## Устројство
На челу Православне цркве Молдавије је митрополит кишињевски и све Молдавије који је и епархијски архијереј Кишињевске епархије. Од 21. јула 1989. на тој дужности је митрополит Владимир (Кантарјан). Стални је члан Светог синода Руске православне цркве.
Православна црква Молдавије има укупно шест епархија:
- Кишињевска епархија;
- Кагуљска и комратска епархија;
- Унгенска и ниспоренска епархија;
- Бељцка и фељешка епархија;
- Тираспољска и дубосарска епархија (Придњестровље)
- Једињецка и бричанска епархија.

Сабор Православне цркве Молдавије је црквенозаконодавна власт. Предстојатељ и Синод управљају Црквом у периоду између два засједања Сабора. Синодски чланови су предстојатељ и архијереји.